# Кеппель, Арнольд, 8-й граф Албемарл

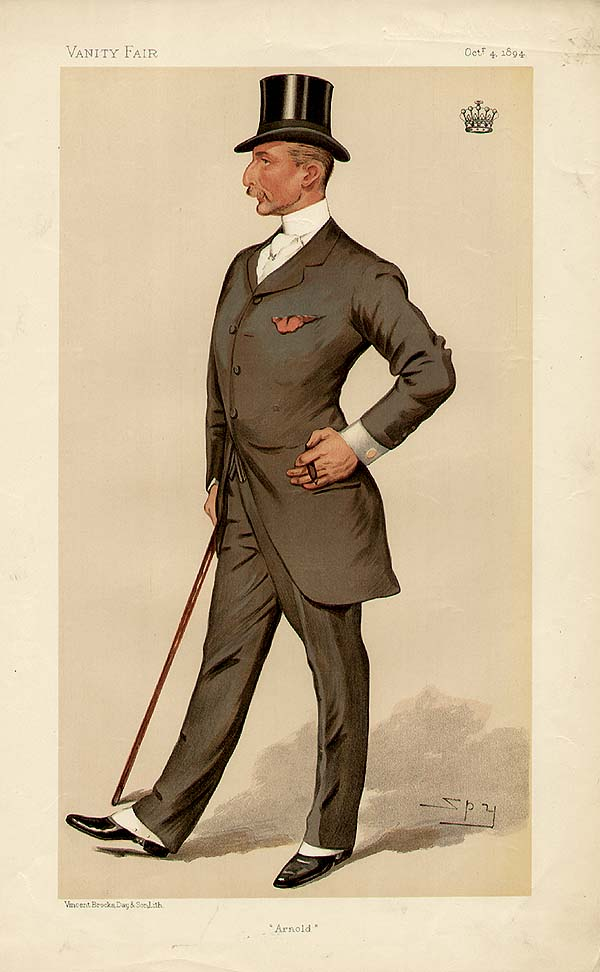
Граф Албемарл, карикатура Лесли Уорда в журнале Vanity Fair, октябрь 1894 г.

Арнольд Аллан Сесил Кеппель, 8-й граф Албемарл (англ. Arnold Allan Cecil Keppel, 8th Earl of Albemarle; 1 июня 1858 — 12 апреля 1942) — британский военный, придворный и консервативный политик. Он носил титул учтивости — виконт Бери с 1891 по 1894 год.
Титулы: 8-й граф Албемарл (Пэрство Англии), 8-й виконт Бери в графстве Ланкашир (Пэрство Англии) и 8-й барон Ашфорд из Ашфорда в графстве Кент (Пэрство Англии).

## Происхождение и образование
Родился 1 июня 1858 года. Старший сын Уильяма Кеппеля, 7-го графа Албемарла (1832—1894), и его жены Софии Мэри Макнаб (1832—1917), дочери сэра Аллана Нейпира Макнаба, 1-го баронета. Он получил образование в Итонском колледже.

## Карьера
В 1892 году он был избран в Палате общин Великобритании от Биркенхеда (1892—1894). 28 августа 1894 года после смерти своего отца Арнольд Кеппель унаследовал титул 8-го графа Албемарла и занял его место в Палате лордов Великобритании.
Лорд Албемарл служил в консервативных правительствах Бонара Лоу и Стэнли Болдуина в качестве лорда в ожидании (правительственного кнута в Палате лордов) в 1922—1924 годах.

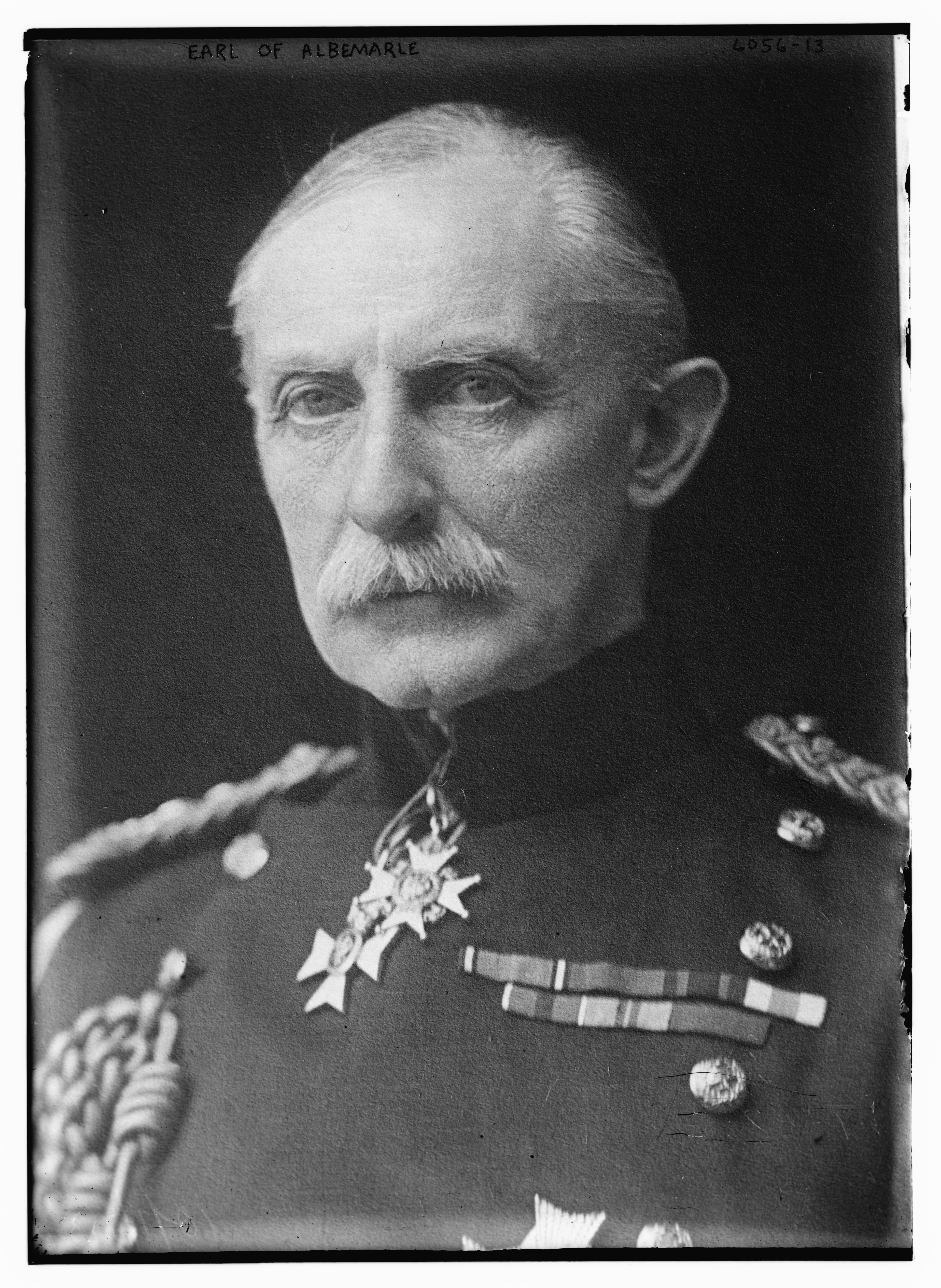
Граф Албемарл в униформе, около 1900 года.

В июле 1902 года он был избран членом Лондонского зоологического общества.
Он был назначен младшим лейтенантом в Дорсетской милиции в 1877 году, а в следующем году переведен в Шотландскую гвардию в качестве второго лейтенанта. Он вышел в отставку в 1883 году. В 1892 году он занял должность подполковника 12- го Миддлсекского (гражданская служба) стрелкового добровольческого корпуса, занимая этот пост до 1901 года.
После начала Второй англо-бурской войны в октябре 1899 года в конце декабря 1899 года был сформирован корпус имперских добровольцев из Лондона. Корпус включал пехотные, конно-пехотные и артиллерийские дивизии и был известен как City of London Imperial Volunteers. Он отправился в Южную Африку в январе 1900 года, вернулся в октябре того же года и был расформирован в декабре 1900 года. Лорд Албемарл был назначен командующим пехотной дивизией в январе 1900 года с временным званием подполковник и служил в этом качестве до тех пор, пока корпус не был расформирован. Он был упомянут в донесениях, получил медаль королевы Южной Африки и был в 1900 году награждён Орденом Бани за свои заслуги в Южной Африке . Он получил почетный чин подполковника армии.
Лорд Албемарл был назначен почетным полковником 4-го (2-го Норфолкского ополчения) батальона Норфолкского полка в 1900 году и 2-го добровольческого батальона полка (позднее 5-го батальона Норфолкских территориальных сил) в 1906 году. Он командовал Норфолкской добровольческой пехотной бригадой в чине бригадного генерала с 1901 по 1906 год. Он был награждён как Добровольческим орденом, так и Территориальным орденом.
Он был адъютантом Эдуарда VII и Георга V, в июле 1901 года был награждён Королевским Викторианским орденом, в 1909 году стал рыцарем-командором того же ордена, а в 1931 году был повышен до Большого креста Королевского Викторианского ордена.

## Семья
4 января 1881 года лорд Албемарл женился на леди Гертруде Люсии Эгертон (9 января 1861 — 7 июня 1943), дочери Уилбрахама Эгертона, 1-го графа Эгертона. У супругов было четверо сыновей и одна дочь:
- Уолтер Эгертон Джордж Люциан Кеппель, 9-й граф Албемарл (28 февраля 1882 — 14 июля 1979); женился в первый раз в 1909 году на леди Джудит Сидни Майе Уинн-Кэрингтон (1889—1928), дочери 1-го и последнего маркиза Линкольншира; у них было пятеро детей. Он женился во второй раз в 1931 году на Диане Сесили Гроув (1909—2013); у них была одна дочь.
- Достопочтенный Арнольд Джуст Уильям Кеппель (4 августа 1884 — 1 октября 1964); женился в первый раз в 1921 году на Дорис Лилиан Картер, они развелись в 1938 году. Женился во второй раз в 1938 году на Энни Маргарет Бланш Пернелл. Женился в третий раз в 1952 году на Милдред Родбер. Детей от всех браков не имел.
- Достопочтенный Руперт Освальд Дерек Кеппель (27 июля 1886 — 7 мая 1964); женился в 1919 году (брак аннулирован в 1921 году) на Вайолет Мэри де Траффорд, от брака с которой детей не имел.
- Леди Элизабет Мэри Гертруда Люсия София Кеппель (4 февраля 1890—1986), она вышла замуж за сэра Торкуила Матесона, 5-го баронета, и у них было двое сыновей.
- Достопочтенный Альберт Эдвард Джордж Арнольд Кеппель (12 января 1898 — 31 июля 1917); погиб в битве при Пашендейле около Ипра, Бельгия.

Лорд Албемарл скончался в Куиденеме, Норфолк, 12 апреля 1942 года в возрасте 83 лет, и ему наследовал графский титул его старший сын Уолтер.